# Milo Dožić
Milo Dožić (serbio: Мило Дожић) fue un vaivoda y político montenegrino.

## Biografía
De 1914 a 1916 fue presidente de la Asamblea Popular de Montenegro. Después de graduarse en la Facultad de Derecho de Belgrado (1896), fue nombrado secretario del Tribunal Superior. En 1905 y 1906 representó al Ministro de Justicia y al Ministro de Educación y Asuntos Eclesiásticos. Durante su administración se aprobó la Ley de Educación Primaria, que mejoró significativamente la situación educativa en Montenegro. En las primeras elecciones al Parlamento (1906) fue elegido diputado. Posteriormente, en 1908, fue elegido miembro del Consejo de Estado. Milo volvió a ser ministro de Justicia en el gobierno de Lazar Tomanović (1911-1912). Durante la Guerra de los Balcanes fue nombrado miembro del Tribunal General (1913). En agosto de 1910 fue elegido vicepresidente de la Asamblea Popular de Montenegro y, tras las elecciones de 1915, fue elegido presidente de la Asamblea. Durante la Primera Guerra Mundial estuvo prisionero en el campo de concentración de Boldogasszony y más tarde en el campo de Karlstein. Tras la creación del Reino de los Serbios, Croatas y Eslovenos, fue nombrado presidente de la corte de Podgorica.

## Muerte
Milo seria asesinado en Podgorica, en 1919